# 鬼哭街
『鬼哭街 -The Cyber Slayer-』（きこくがい ザ サイバー スレイヤー）は2002年3月29日にニトロプラスから発売された武侠小説を下地とする18禁ノベルアドベンチャー。

## 概要
元は『"Hello, world."』製作の長期化による副産物的な企画である。「物語を純粋に楽しんでほしい」という製作側の意図として一切の分岐を廃された異色作。なおシナリオライターの虚淵玄は「脊髄の赴くままに書いてしまった」と発言している。

## 全年齢対象版
R-18版の発売から9年を経た2011年5月28日に発売されたリメイクバージョン。Windows対応。変更点は以下の通り。
- タイトルを「サイバーパンク武侠片『鬼哭街』」に改題
- レーティングを全年齢対象（15歳以上推奨）に変更、それに伴う描写の刷新
- キャラクターボイスの採用（フルボイス）
- グラフィックの全塗り直し・ブラッシュアップ。背景、演出、3Dモデル、映像のフルリメイク。
- 装甲悪鬼村正で使われていた縦書き表示レイアウトの採用
- 解像度を1024x768のワイドスケールに変更
- 新規イメージソングの追加

## ストーリー
近未来の上海。町を牛耳る組織・青雲幇にはサイバネティクス技術の実用化によって肉体を機械（サイボーグ）化することで、超人的な身体機能を持つようになった人間が横行する時代となっていた。
生身でサイボーグに立ち向かうことができる「電磁発勁」の使い手として名を馳せた「紫電掌」こと孔濤羅（コン・タオロー）は、組織の凶手（暗殺者）であった。しかし1年前、彼はマカオでの仕事中に仲間に裏切られ、死線を彷徨う。漸く一命を取り留めて上海に戻った濤羅は、組織が裏切った仲間とサイボーグに牛耳られ、最愛の妹である孔瑞麗（コン・ルイリー）が惨殺された挙句、その意識を5体のガイノイド（アンドロイド）のメモリーに分割転写されてしまったことを知る。
濤羅は自分を裏切り妹を殺した者たちへの復讐と妹の意識が記録されたガイノイドを奪取し、妹の意識を再統合させるため、青雲幇
という巨大な犯罪結社を相手に孤独な戦いを始めるのだった。

## 登場キャラクター

### 主要登場人物
キャラクターボイスに変更がある場合はドラマCD/全年齢対象版のように記載する。
孔 濤羅（コン・タオロー）
声：井上和彦
本作の主人公。サイボーグの機械化神経に電磁パルスを撃ち込み破壊する対サイバー気功術「電磁発勁」の使いこなす凶手（殺し屋）。人呼んで「紫電掌」。戴天流剣法の免許皆伝であり、戦車の正面装甲さえ断ち割る腕前の持ち主。　
豪軍に裏切られ、瀕死の重傷を負うも一命を取り止める。1年振りに戻った上海で組織の変貌と妹の死を知り、自らと妹の復讐のため、組織に戦いを挑む。惨殺され分割された妹の意識を再統合させるため少女型ガイノイド瑞麗を連れている。
孔 瑞麗（コン・ルイリー）
声：田村ゆかり
孔濤羅の妹。惨殺された上、その意識を分割され5体のガイノイドのメモリーへと吸い出されてしまうが……。
樟 賈寶（ジャン・ジャボウ）
声：小杉十郎太
用心棒から成り上がった女衒（ぜげん）の元締め。豪腕を頼みにした北派少林拳の使い手。人呼んで「金剛六臂」。
見た目通り性格も豪放。
朱 笑嫣（チュウ・シャオヤン）
声：折笠愛
鷹爪功を極めたサイボーグ武芸者。人呼んで「羅刹太后」。青雲幇内部の調停役を務める。
性格は残虐にしてサディスティック。少女を嬲り殺す趣味があり、特に瑞麗の意識を宿したガイノイドを弄ぶ。
呉 榮成（ン・ウィンシン）
声：大塚芳忠
かつて、強力な殺人プログラムで悪名を馳せた電脳犯罪者。人呼んで「網絡蠱毒」。
現在は業界最大手のサイバーウェア研究開発企業・上海義肢公司の社長。組織の幹部の身体のチューニング担当も兼ねる。性格は姑息な策士。
ドラマCD版では、朱笑嫣、斌偉信のサイバーウェアのチューンナップと劉豪軍の義体の組み立てを担当していた。
斌 偉信（ビン・ワイソン）
声：青野武/藤原啓治
豪軍の補佐にして暗器の使い手。人呼んで「百綜手」。
性格は策士だが、榮成とは違いいかなる時も沈着冷静。本編では出番が少ないばかりか呆気ない幕切れで終わるものの、ドラマCDでは出番が大幅に増えている。
劉 豪軍（リュウ・ホージュン）
声：鈴置洋孝/速水奨
戴天流門下では濤羅の兄弟子であり、孔瑞麗の婚約者であったが、現在は最大の仇敵。人呼んで「鬼眼麗人」。青雲幇の副寨主であり、老齢の天遠を差し置いて事実上幇を牛耳っている。
組織での栄達を優先し、サイボーグ化を進めたため気を練ることができなくなり、戴天流の武術のほとんどを失った……とされており、現在では脳以外の全身をサイボーグ化しているらしいが、そのボディはある特殊な設計思想が盛り込まれている……。
謝 逸達（ツェ・イーター）
声：家弓家正
ガイノイド瑞麗と幹部が連れているガイノイドの製作者。かつては電脳神経学分野の第一人者だったが、禁断の技術「魂魄転写」の研究にのめり込み、非道な実験も辞さなかった為にその地位を追われ、現在は裏町の闇医者にまで身を落とした。人呼んで「左道鉗子」。
己の研究の為に、幹部が瑞麗の意識を分割転写しガイノイドに記録することに協力した。しかし、そこにはある人物からの要望を受け入れたという経緯がある。

### ガイノイドたち
キャラクターボイスはすべて田村ゆかりが演じる。
媽祖（マーチェ）
孔瑞麗の意識を分割転写された5体のガイノイドの一人で樟賈寳に与えられた。樟賈寳は彼女を慰み者とし、自分の経営する妓楼で娼婦として客も取らせていた。黒髪の東洋人美少女タイプで、翠色のチャイナドレスを着用。
ベネトナシュ
孔瑞麗の意識を分割転写された5体のガイノイドの一人で朱笑嫣に与えられた。青いショートヘアに黒のボンデージで、身体のパーツは市販量産品でまかなわれている。これはサディストである朱笑嫣が度々彼女を陵辱したあげくに物理的に破壊するため。なお、劇中では朱笑嫣は、このガイノイドを「ルイリー」としか呼ばない。
ペトルーシュカ
孔瑞麗の意識を分割転写された5体のガイノイドの一人で呉榮成に与えられた。金髪ロングヘアの美少女で青を基調としたアンティークドレスに身を包んでいる。髪飾りにつけている青バラが印象的である（青バラは自然には生えないため）。呉榮成がガイノイドデザイナーだったこともあって5人の中では比較的大切に扱われていたが、孔濤羅との対決の際に戦闘用ボディに換装され、戦闘力のない主人の代わりに戦わされる羽目になる。蜘蛛型に変形するボディと大量に隠された武器、そしてルイリーのメモリーを人質に使うことによって優位に立つ。
ドラマCDでは孔濤羅と戦う役目を斌偉信に取られてしまった。
ラースヤ
孔瑞麗の意識を分割転写された5体のガイノイドの一人で斌偉信に与えられた。金色の瞳、赤い髪に褐色の肌の美少女。斌偉信が彼女をどのように扱っているのか描写がないのでかなり影が薄くなっている。ドラマCDでも主人の斌偉信は出番を与えられたが、彼女の影の薄さは変わらなかった。
リメイク版では衣装が変更されている。
瑞麗（ルイリー）
孔瑞麗の意識を分割転写された5体のガイノイドの一人で劉豪軍に与えられた。外見は生前の孔瑞麗にうりふたつで、白緞子のチャイナドレスを着用した美女。豪軍はこのガイノイドに異様な執着を見せており、誤って僅かに傷を付けてしまった使用人を瞬殺している。

### その他の登場人物
李 天遠（レイ・ティェンユェン）
声：上別府仁資
青雲幇の寨主（さいしゅ）。サイバー化を拒み天寿を全うしようとしていた。青雲幇の覇権を握るため、副寨主である劉豪軍に殺害される。
元（ユン）兄弟
声：家英：川原慶久/尚英：佐藤健輔
護手鉤（ごしゅこう）を武器とする兄の家英（カーイン）と浮萍拐（ふへいかい）を武器とする弟の尚英（ソーイン）からなる双子の兄弟。人呼んで「元氏双侠」。
かつて孔濤羅と友好を結んでいた好漢で、濤羅が追われる身となった経緯に不審なものを感じている。母胎にいる間に受けた環境汚染の影響によりシャム双生児として生れ落ちてしまったため、サイバー化することで独立した肉体を得た。
梁 力為（リャン・リクウァイ）
声：福田賢二
孔濤羅を慕う、青雲幇の末端構成員。孔濤羅にコンピュータウイルス「網絡蠱毒」のリライト版とアサルトギアを用立てる。
ミハイル・スチュグレフ
声：樫井笙人
秦賢（チン・シェン）の偽名と、東洋人の外見で偽装したロシアンマフィアの破壊工作員。呉榮成の経営する上海義肢公司を倒産させ、青雲幇に致命傷を与えるべく、孔濤羅と手を組む。
同じく工作員の弟がいたが、彼の暗殺の命を受けた濤羅に殺されている。

## 主題歌/Discography
「涙尽鈴音響」
作詞：江幡育子 / 作曲・編曲：大山曜 / 歌：いとうかなこ
※原作者である虚淵玄は小説あとがきにて「この曲があってこそ『鬼哭街』は完成する」と評した。
「Soul For The Sword」
作詞：江幡育子 / 作曲・編曲：大山曜 / 歌：いとうかなこ
全年齢版イメージソング。

## スタッフ
- シナリオ：虚淵玄
- 原画：中央東口
- 音楽：ZIZZ STUDIO

## 関連品

### 小説版
- 虚淵玄 『鬼哭街 紫電掌』 ISBN 4-04-427809-1 角川スニーカー文庫 2005年1月
- 虚淵玄 『鬼哭街 鬼眼麗人』 ISBN 4-04-427810-5 角川スニーカー文庫 2005年3月
- 虚淵玄 『鬼哭街』 ISBN 978-4-06-138955-7 星海社文庫 2013年10月 - 角川スニーカー文庫の合本版

### CD
- 『鬼哭街 The Cyber Slayer サウンドトラック』

### ドラマCD
- 『鬼哭街 反魂剣鬼』

スタッフ
- 企画：Nitroplus
- 脚本：虚淵玄
- ディレクション：肝付兼太
- 音響監督：高宮宏臣
- ナレーション：立木文彦
- 編集：榎本覚
- イラストレーション：中央東口
- デザイン：yoshiyuki
- 製作進行：まさかり
- プロデューサー：でじたろう

### 客演作品
ニトロ+ロワイヤル -ヒロインズデュエル-
瑞麗がプレイアブルキャラクターとして登場。流派：内家戴天流兄樣使役術、武具：孔濤羅となっており、実質的には孔濤羅が戦闘を担当している。
ニトロプラス ブラスターズ -ヒロインズ インフィニット デュエル-
瑞麗がプレイアブルキャラクターとして登場。前作とは異なり、瑞麗本人が戦闘をする。